# Stadtpark Eisenach
Der Stadtpark ist ein historischer Landschaftspark im Stadtzentrum von Eisenach im Wartburgkreis in Thüringen.

## Lage

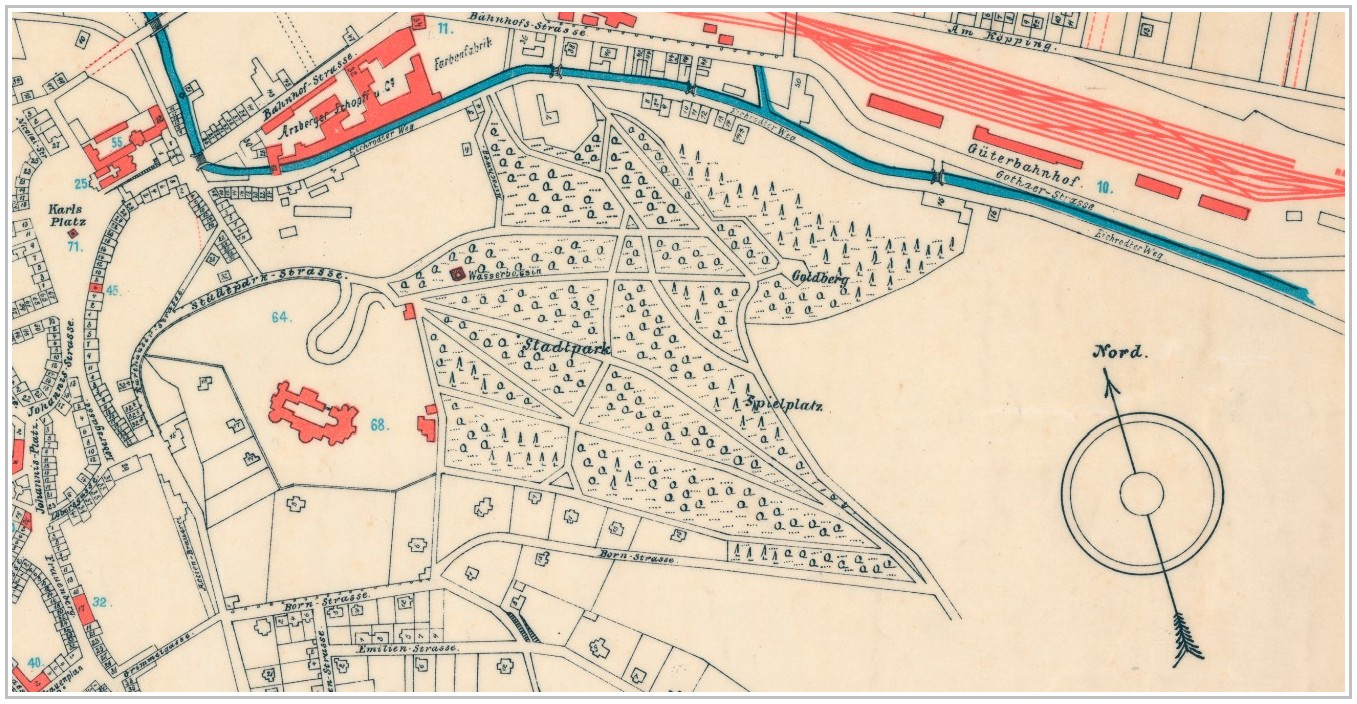
Der Eisenacher Pflugensberg – Stand der Bebauung und Ausdehnung des Stadtparkes (1892)

Der Stadtpark liegt östlich der Altstadt von Eisenach auf dem Pflugensberg. Nach Norden reicht der Stadtpark bis an die historische Bebauung der Waldhausstraße mit dem künftigen Bauplatz des umstrittenen Eisenacher Großprojektes „Tor zur Stadt“ und bis an den Eichrodter Weg beim Güterbahnhof. Im Süden grenzt der Stadtpark an die Bebauung der Bornstraße bis zur Einmündung in die Alfred-Markwiz-Straße. Die östliche Begrenzung verläuft von dort talwärts durch den „Ungeheuren Grund“ auch „Riesengraben“ genannt (eine unzugängliche bewaldete Schlucht mit einer gefassten Quelle) zum Güterbahnhof.
Quer durch den Park verläuft die Stadtparkstraße, der westliche Abschnitt wurde zu Ehren des ersten Thüringer Landesbischofs der Evangelischen Kirche in Dr.-Moritz-Mitzenheim-Straße umbenannt. An dieser Straße befinden sich die denkmalgeschützte Villa Pflugensberg, das zugehörige Pförtnerhaus, das ehemalige Hotel Waldhaus und der denkmalgeschützte Hochbehälter der Eisenacher Wasserwerke. Die Stadtparkstraße ist für den öffentlichen Verkehr gesperrt, nur Radfahrer und Kutschen dürfen sie benutzen.
Der Stadtpark ist über die Hauptzugänge an der Wartburgallee und Alfred-Markwiz-Straße sowie über öffentliche Fußwege am Eichrodter Weg, Johann-Sebastian-Bach-Straße und Waldhausstraße zu betreten.

## Gestaltung
Der heutige Park entstand aus drei Bereichen: der im 19. Jahrhundert als „Eisenacher Stadtwald“ aufgeforstete Gehölzstreifens entlang des Eichrodter Weges und des Riesengrabens bildet den östlichen Teilbereich des Parks. Im Zentrum befindet sich der um 1880 konzipierte Stadtpark mit Spielplatz, Liegewiesen und Wegenetz. Der westliche Bereich gehörte ursprünglich zur Villa Pflugensberg („Eichelscher Garten“), er wurde 1923 von der Stadtverwaltung angekauft.
An der Einmündung der Stadtparkstraße in die Karthäuserstraße (heute Mitzenheimstraße in die Wartburgallee) befindet sich eine halbkreisförmige Freifläche als Eingangsplatz zum Park, auf dem sich von 1903 bis 1963 das Bismarck-Denkmal befand. Dieses Areal wurde bei der Generalsanierung des Stadtparks 1975–1977 mit Stützmauern, Sitzbänken und einem Plattenbelag aus Travertin neu gestaltet.
Das heutige Wegenetz im westlichen Teil erschließt mehrere Aussichtspunkte zur Altstadt und besitzt noch einige Parkbänke. Alle Stützmauern und die Pflasterung der Stadtparkstraße sind seit Jahrzehnten baufällig.

## Geschichte
Im Jahr 1708 erwarb die vermögende Witwe des Eisenacher Obristleutnants von Pflug ein weitläufiges Wiesengrundstück am Westhang des damals noch Goldberg genannten Pflugensberges, das bis an die Stadtbefestigung am Felsenkellerturm reichte. Ihr Sohn Otto von Pflug kaufte 1719 das als Lussenhof bezeichnete Altstadtquartier an der Stadtmauer, auf dem sich heute das Ernst-Abbe-Gymnasium und die benachbarte Brauerei Eisenach befinden. Bald verbanden eine Schlupfpforte in der Stadtmauer und ein hölzerner Steg über den Stadtgraben beide Grundstücke, in Mittelhanglage wurde ein zweigeschossiges Gartenhaus erbaut. Der Eisenacher Herzog Johann Wilhelm erwarb das Gartengrundstück 1725 für 1500 Taler. Nach dem Tod des Herzogs erwarben verschiedene Hofbeamte und Eisenacher Ratsherren den Besitz in rascher Folge.
Die Südseite des Berges wurde seit dem Mittelalter zum Hopfenanbau genutzt. Aus einem Hohlweg zur Göpelskuppe entwickelte sich die spätere Bornstraße. Im Südhang führte die „Himmelsleiter“ – ein steiler Fußweg mit 113 Stufen auf die Höhe des Pflugensberges, Reste dieses Weges sind noch am ehemaligen Friedrich-Wolf-Klubhaus zu erkennen.
Bis zur Mitte des 19. Jahrhunderts bewirtschafteten drei Schäfereigenossenschaften die Wiesen und Weiden in der Eisenacher Flur. Die einst zum Eisenacher Nikolaikloster gehörende Schäferei an der Sandgasse hatte die Triftrechte für den östlichen Flurbezirk bis zum Gefilde und zur Weinstraße. Nach 1830 wurden diese Schäferfamilien gezwungen, das Areal des Pflugensberges abzutreten, es erfolgten auf der Südseite des Pflugensberges erste Aufforstungen für einen Eisenacher Stadtwald.
Auf der Nordseite des Pflugensberges befinden sich seit dem Mittelalter zahlreiche Hohlwege, die sich über den Hang weiträumig verteilen. Es sind die Reste der alten Verkehrswege zu den Nachbarstädten Ruhla, Schmalkalden und Meiningen. An dieser Trasse befand sich bis 1805 der  weithin sichtbare Platz des Eisenacher Hochgerichtes, heute ein Bodendenkmal im Stadtpark. Der Galgen-Hügel wurde als „Monte Patibuli“ in den mittelalterlichen Urkunden zur Eisenacher Rechtsgeschichte und 1572 erstmals mit der deutschen Bezeichnung „Galgenberg“ erwähnt, die vom Volksmund spöttisch als „Goldberg“ umbenannt wurde.

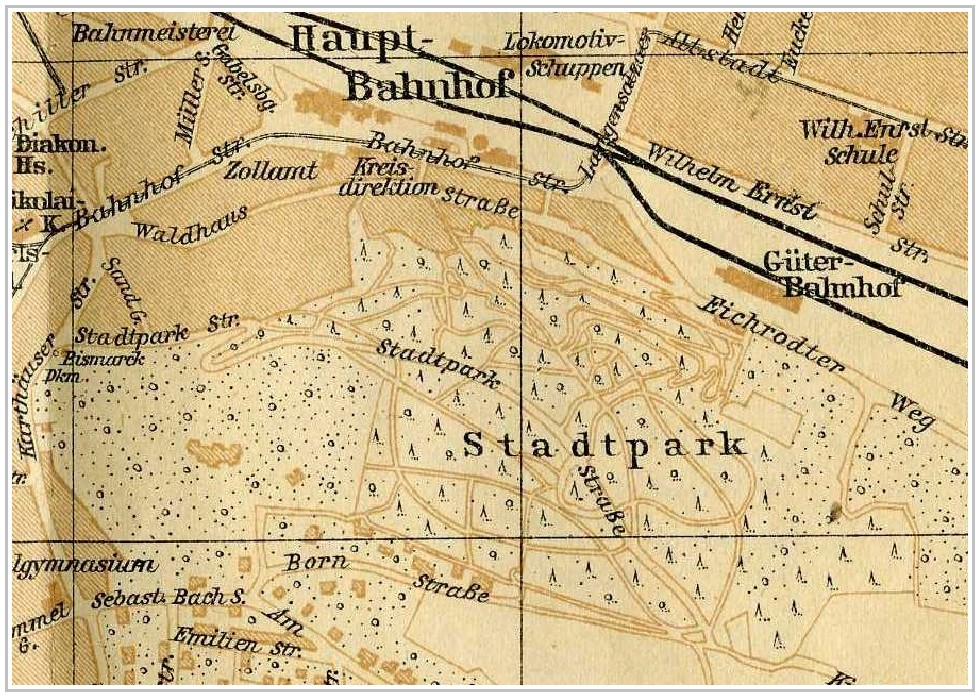
Das Wegenetz in einem Stadtplan von 1900

Der Eisenacher Industrielle und Mäzen Friedrich Eduard von Eichel-Streiber erwarb Ende der 1830er Jahre die westliche Partie des Pflugensberges mit dem Pflug'schen Gartenhaus. Sein Ziel war es zunächst, dort einen privaten Garten im Biedermeierstil anzulegen. In seinem Auftrag gestaltete Eduard Petzold das Areal in den Jahren 1841 bis 1844 in einen Landschaftsgarten um. Zeitgleich wurden im östlichen Teil erneut Aufforstungen vorgenommen und eine Kirschplantage angelegt.
Mit der fortschreitenden Industrialisierung in Eisenach nach 1870 entstanden in unmittelbarer Nachbarschaft zwei größere Fabriken: die Eisenacher Brauerei und die Chemie- und Farbenfabrik Arzberger, Schöpf und Co. in der Bahnhofstraße.
1874 wurde von der Stadt Eisenach eine acht Kilometer lange Trinkwasserleitung nach Farnroda in Auftrag gegeben. Der Hochbehälter wurde auf dem Pflugensberg mit einem Fassungsvermögen von 740 m³ errichtet. Die bis zu 9 Zoll starken gusseisernen Wasserleitungen versorgten das zunächst 14 km messende Rohrnetz in der Eisenacher Altstadt.

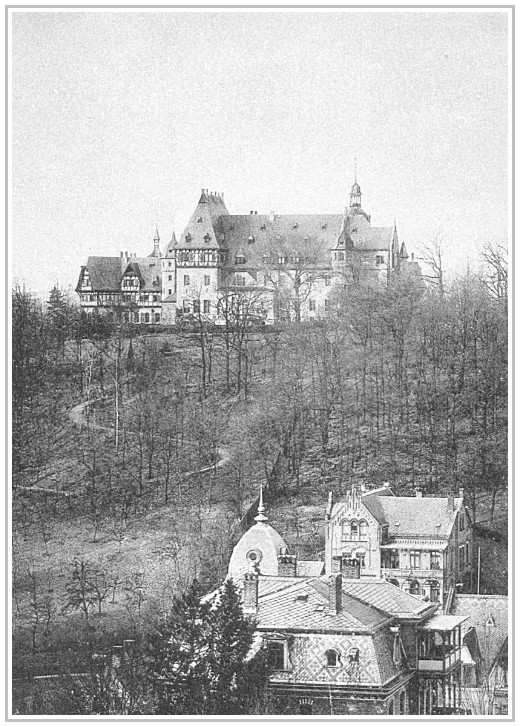
Ansicht des südlichen Pflugensberges um 1900

Dank dieser günstigen Voraussetzungen setzte ein Bauboom am Pflugensberg ein. 1892 eröffnete ein vermögender Eisenacher Gastronom das Hotel Waldhaus, die Stadtverwaltung bewilligte die Bebauung von Villengrundstücken entlang der Bornstraße und gegenüber der Brauerei.
In den Jahren 1890 bis 1892 wurde die schlossähnliche Villa Pflugensberg im Auftrag des Großindustriellen Friedrich Eduard von Eichel-Streiber erbaut. Zur Villa entstanden nach 1900 weitere Funktions- und Wirtschaftsgebäude: das als „Rentamt“ bezeichnete Verwaltungsgebäude in der Bornstraße, heute Johann-Sebastian-Bach-Straße, lag am südlichen Zugang zum Grundstück. Dahinter folgten eine Gärtnerei mit Gewächshäusern und Mistbeeten sowie der Reitstall, am Platz des ehemaligen Pflug'schen Gartenhauses. Im östlichen Teil des Grundstücks befand sich der Rosengarten und ein Tennisplatz. Die Hauptzufahrt zum Grundstück erfolgte über die heutige Dr.-Moritz-Mitzenheim-Straße. Dort befand sich ein weiteres Wohngebäude für die Hausverwaltung.
Gleichzeitig wurde der Eichelsche Park von dem königlich-sächsischen Gartendirektor Max Bertram neu gestaltet. Neben den bereits vorhandenen Großbäumen schuf Bertram eine Kombination aus Teppichbeeten sowie ein Bewässerungssystem mit Verbindung zum nahen Hochbehälter des Eisenacher Wasserwerkes. Über seine Eisenacher Projekte berichtet Bertram auch ausführlich in seinem Lehrbuch zur Gartenkunst.
Das Grundstück war entsprechend der städtischen Satzungen vollständig eingezäunt und entlang der heutigen Wartburgallee (damals wurde diese gerade als Karthäuserstraße projektiert) durch eine mannshohe Klinkersteinmauer abgegrenzt. 1903 wurde am Eingang des Stadtparks ein Denkmal zu Ehren von Otto von Bismarck geweiht.
Friedrich Georg von Eichel-Streiber, der Erbe des 1905 verstorbenen Erbauers, musste nach dem Ersten Weltkrieg das Landhaus Pflugensberg verkaufen, da die enormen Aufwendungen für den Erhalt des Gebäudes und die Pflege der Parkanlage nicht finanzierbar waren. Zunächst gelangte die Villa in den Besitz der Stadt Eisenach, bevor sie am 1. April 1920 von der Thüringischen Landeskirche als Verwaltungssitz übernommen wurde.
Die Eisenacher Stadtverwaltung nutzen den mehrfachen Besitzwechsel, um die Wege- und Nutzungsrechte in öffentlichem Interesse neu zu regeln. Die Besucher des Stadtparks konnten nun das Wegenetz des Eichelschen Parkgeländes bis dicht an die Villa für Spaziergänge nutzen. Die betreffenden Wege wurden im Gegenzug nun durch das städtische Gartenamt unterhalten.
Im Zweiten Weltkrieg wurden in den Wiesen neben der Villa Kartoffelfelder zur Unterstützung bedürftiger Gemeindemitglieder angelegt. Bei mehreren Luftangriffen wurde das Gelände der Reichsbahn mit Haupt- und Güterbahnhof beschossen, wobei auch umliegende Gebäude und der Stadtpark getroffen wurden. Im Sommer 1945 übernahm Moritz Mitzenheim als erster Bischof der Thüringischen Landeskirche die Amtsgeschäfte auf dem Pflugensberg. Die Verwaltung war angewiesen, gelegentliche Touristen nur vom Kernbereich um die Villa fernzuhalten, um die Arbeit der Verwaltungsmitarbeiter nicht zu stören, angemeldete Besucher waren stets willkommen.
Das Bismarckdenkmal wurde noch 1945 demontiert und die Sockelreste bis 1963 vollständig abgetragen. Der Eisenacher Stadtarchitekt erhielt Anfang der 1970er Jahre den Auftrag, Pläne für eine Modernisierung des Stadtparks auszuarbeiten. Geplant waren eine Freilichtbühne mit Sommerkino und Imbiss und ein Freibad im östlichen Teil des Stadtparks, eine Aussichtsterrasse mit Gaststätte sollte unmittelbar oberhalb der Eisenacher Brauerei am Platz der ehemaligen Gärtnerei entstehen. Die Pläne sahen auch die Neugestaltung des Denkmalplatzes an der Wartburgallee und eine Reduzierung des Wegenetzes vor. Die meisten Ideen konnten nach Prüfung der örtlichen Gegebenheiten nicht realisiert werden (störender Lärm vom nahen Güterbahnhof, übelriechende Abluft und Dämpfe vom Sudhaus der Brauerei usw.).
Um 1980 hatten mehrere Unwetter den Raum Eisenach gestreift und auch zu schweren Schäden am historischen Baumbestand im Stadtpark geführt. Die Abteilung Park- und Grünanlagen des VEB Eisenacher Stadtwirtschaft erhielt die Aufgabe, für die Ersatzpflanzungen geeignete Gehölze und Bäume zu beschaffen. Auch der als Abenteuerspielplatz gestaltete Bereich musste teilweise erneuert werden. Um aktiv das Stadtbild zu verschönern hatten sich Anfang der 1980er Jahre mehr als 100 engagierte Bürger aus der Wartburgstadt bei der Stadtverwaltung zur Bildung ehrenamtlicher Pflegebrigaden gemeldet.
Nach der Wende wurde 2001 nach gartenhistorischen und denkmalpflegerischen Aspekten ein Parkpflegekonzept erstellt, bei dessen Umsetzung der Park weitgehend wieder seinem Ursprungszustand entsprechen würde. Aus finanziellen Gründen wurde dieses Konzept bislang, bis auf einzelne Maßnahmen wie das Freischneiden historischer Sichtachsen, nicht umgesetzt. Dadurch präsentieren sich weite Teile des Parks derzeit (2016) in einem desolaten Zustand; so sind etwa die Stützmauern zur Mitzenheimstraße hin teilweise eingestürzt, Wege stark ausgewaschen und Teile des Parks verbuscht oder verwaldet.

## Galerie

Bismarckdenkmal am Eingang zum Stadtpark (um 1905)
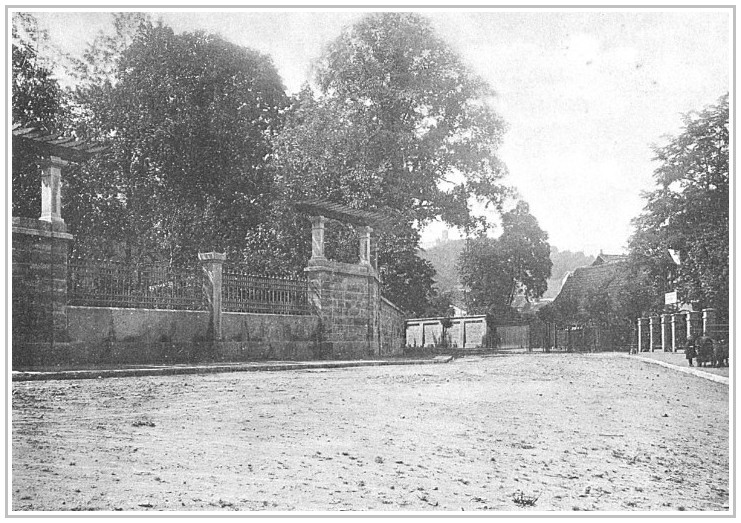
Der westliche Eingang um 1900 – vor dem Bau des Bismarck-Denkmals
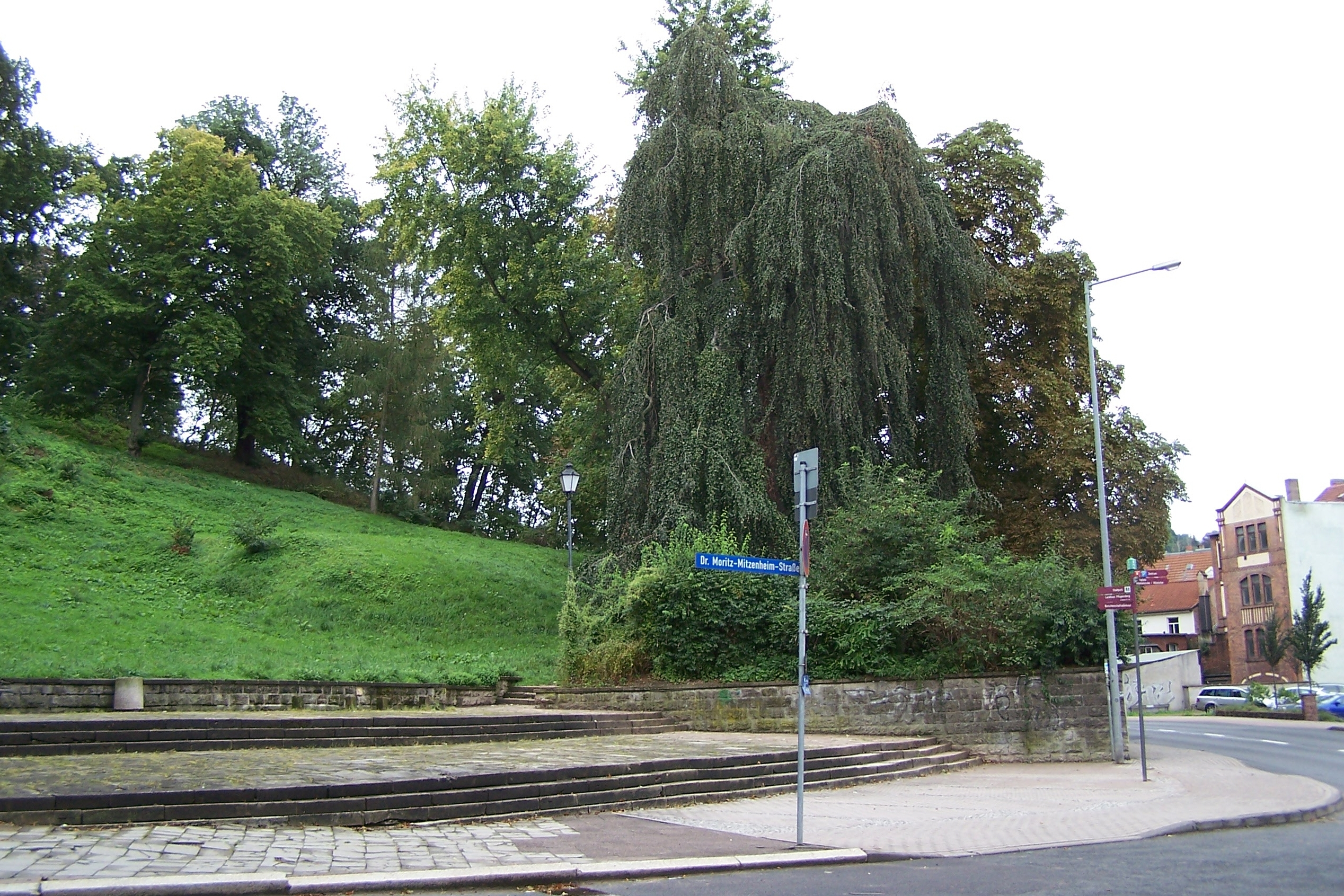
Eingang zum Stadtpark 2011 (Kameraposition wie 1900)
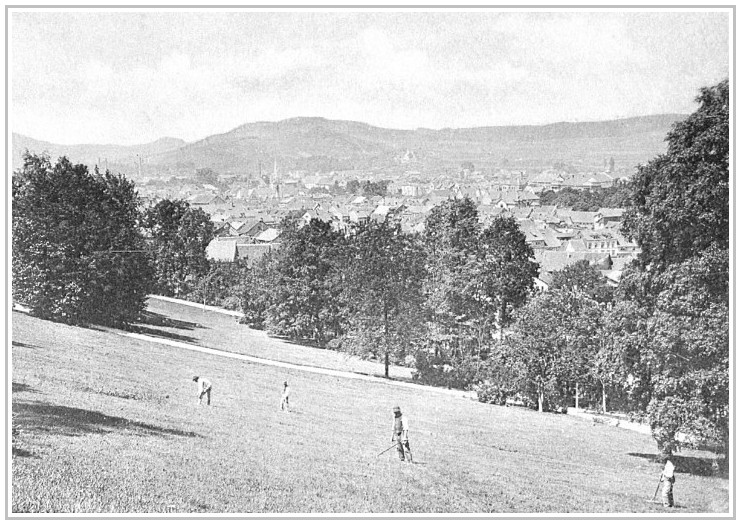
Mäharbeiten im Stadtpark (um 1900)
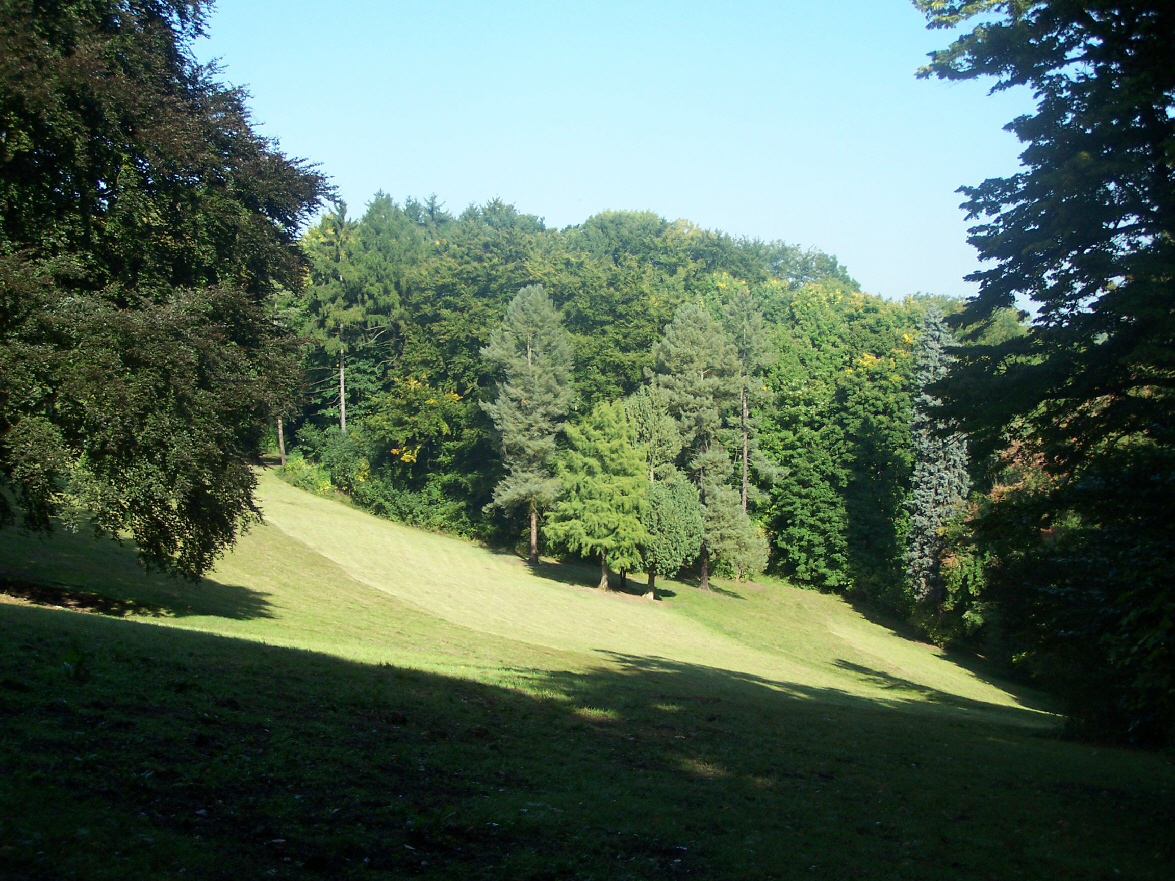
Gleiche Kameraposition – heute eine Lichtung im Park (2011)
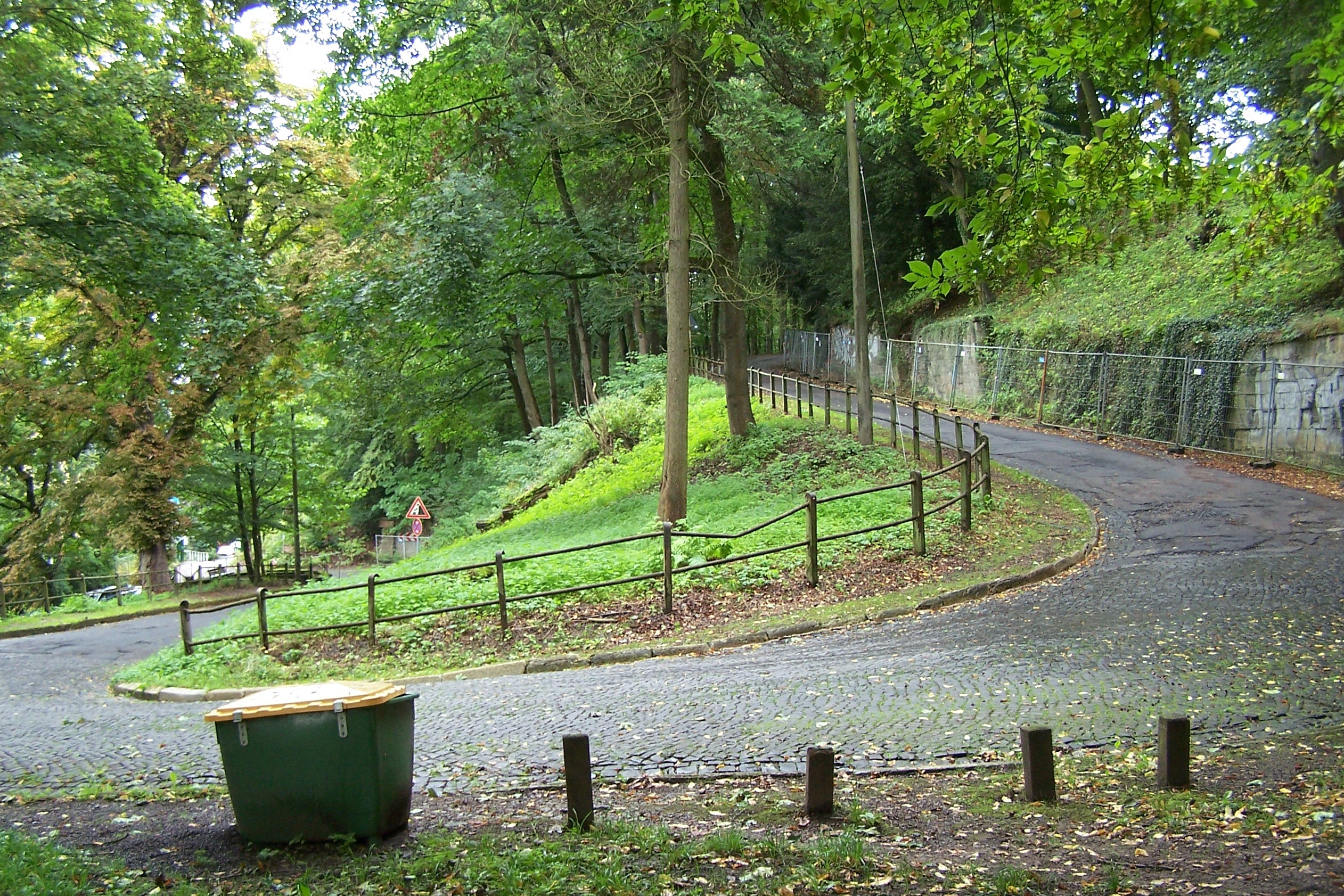
Moritz-Mitzenheim-Straße im Park mit schadhafter Stützmauer (2011)
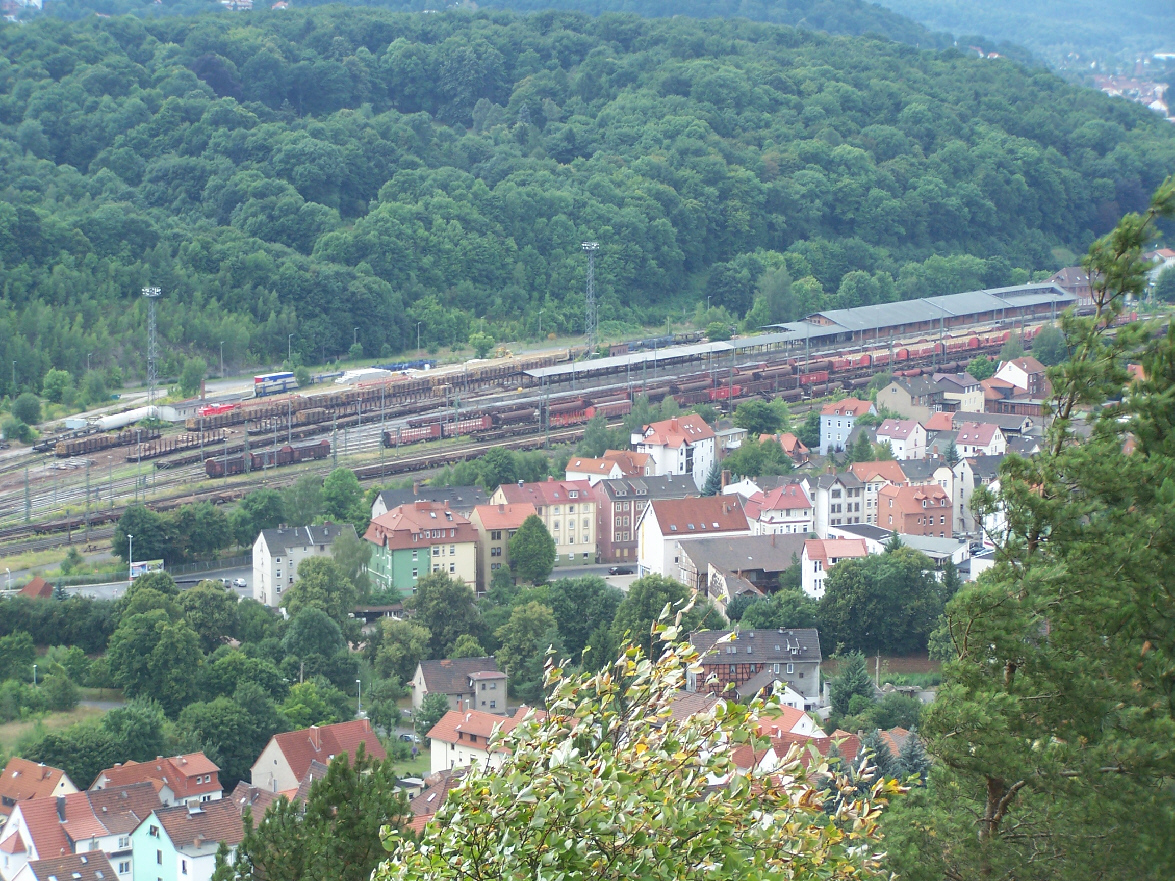
Teilansicht vom Petersberg